# Велики силы добра
Велики силы добра — второй студийный альбом Нейромонаха Феофана, выпущенный в 2016 году. За первые две недели после выпуска альбом вошёл чарт самых прослушиваемых альбомов российского iTunes тринадцатой недели 2016 года.

## Об альбоме
Станислав Сорочинский назвал звучание пластинки относительно однообразным и предсказуемым, Феофан не изменил здесь своему стилю. В своей рецензии на альбом Алексей Мажаев отмечает, что Нейромонах после выпуска «Велики силы добра» становится заложником избранного образа, в рамках которого трудно сказать уже нечто совершенно новое, также музыканту становится всё труднее придерживаться жанровых канонов драм-н-бейса. Песня «Везде пляшу» по своей мелодии ближе не к драму, а к советской эстраде, хотя текст и посвящён русским народным гуляньям под драм-н-бейс. Трек «Здесь Феофан», по мнению критика, представляет собой напоминание слушателям и собственно Феофану сути музыкального проекта. Титульная композиция «Велики силы добра» по аранжировке похожа на русский рок, несмотря на присутствие балалайки вместо гитары. В треке «Изба ходит ходуном» чувствуется влияние славянского фолка. В следующих трёх песнях — «Повозочка», «Хочу в пляс» и «Пойдём со мной» — Нейромонах Феофан возвращается к своей исходной концепции топтать под русский ядрёный драм-н-бейс (которую в этом альбоме начал с песни «Ураган»), в их тексте чувствуются отсылки к предыдущему творчеству Нейромонаха. Завершает альбом экспериментальный трек «Пасынок правил» в духе группы «Технология».
На песню «Изба ходит ходуном» режиссёром Виталием Капитоновым был снят официальный музыкальный видеоклип.

## Список композиций
| №  | Название             | Длительность |
| -- | -------------------- | ------------ |
| 1. | «Ураган»             | 3:12         |
| 2. | «Везде пляшу»        | 2:21         |
| 3. | «Здесь Феофан»       | 3:28         |
| 4. | «Велики силы добра»  | 3:44         |
| 5. | «Изба ходит ходуном» | 3:36         |
| 6. | «Повозочка»          | 2:43         |
| 7. | «Хочу в пляс»        | 3:44         |
| 8. | «Пойдём со мной»     | 3:17         |
| 9. | «Пасынок правил»     | 5:42         |